# Піролітичний графіт

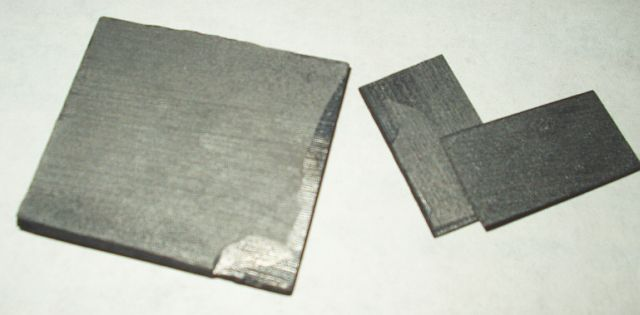
Піролітичний графіт

Піроліти́чний графі́т (рос. пиролитический графит, англ. pyrolytic graphite) — графітний матеріал з високим ступенем кристалографічної орієнтації вздовж с-осі, перпендикулярної до поверхні, отриманий шляхом графітизуючої теплової обробки піролітичного вуглецю або хімічним паровим осадженням при температурі вище 2500 К. Теплова обробка його при стисканні та температурах вище 3000 приводить до високоорієнтованого піролітичного графіту. Пірографіт — торговельна марка.
Високоорієнтований піролітичний графіт (англ. highly oriented pyrolitic graphite) — піролітичний графіт з кутовим розходженням с-осей кристалітів меншим від одного градуса.